# John Magee
John Magee (Newry, 24 september 1936) is een Noord-Iers bisschop-emeritus.
Op 17 september 1958 trad hij toe tot de Paters van Kiltegan. Hij werd op 17 maart 1962 tot priester gewijd en werkte als persoonlijke secretaris voor paus Paulus VI, Johannes Paulus I en Johannes Paulus II.
Na zijn wijding werkte hij enkele jaren als missionaris, alvorens in dienst te treden bij de Curie, bij de Congregatie voor de Evangelisatie van de Volkeren. Vervolgens werd hij een van de persoonlijk secretarissen van Paulus VI. Daarnaast was hij kapelaan van de Zwitserse Garde.
Hoewel paus Johannes Paulus ook zijn eigen persoonlijk secretaris uit Venetië had meegenomen, bleef Magee vanwege de Curie aan hem toegevoegd. Volgens de verklaring van het Vaticaan zou Magee, op 28 september 1978 het ontzielde lichaam van Johannes Paulus I hebben aangetroffen. Later bleek dat een van de aanwezige zusters, zuster Vincenza, de dode paus had gevonden.
Tot 1982 bleef hij persoonlijk secretaris. Daarna was hij vijf jaar de pauselijke ceremoniemeester, alvorens op 17 februari 1987 benoemd te worden tot bisschop van Cloyne in de Ierse Republiek. Hij werd op 17 maart 1987 tot bisschop gewijd door Johannes Paulus II. Eduoard kardinaal Martinez Somalo en bisschop Francis Gerard Brooks waren de co-consecrators.
Magee kwam in opspraak wegens zijn behandeling van misbruikzaken in zijn bisdom en nam daarom in maart 2010 vroegtijdig ontslag.